# Євангелістарій Св.Медара Суассонського

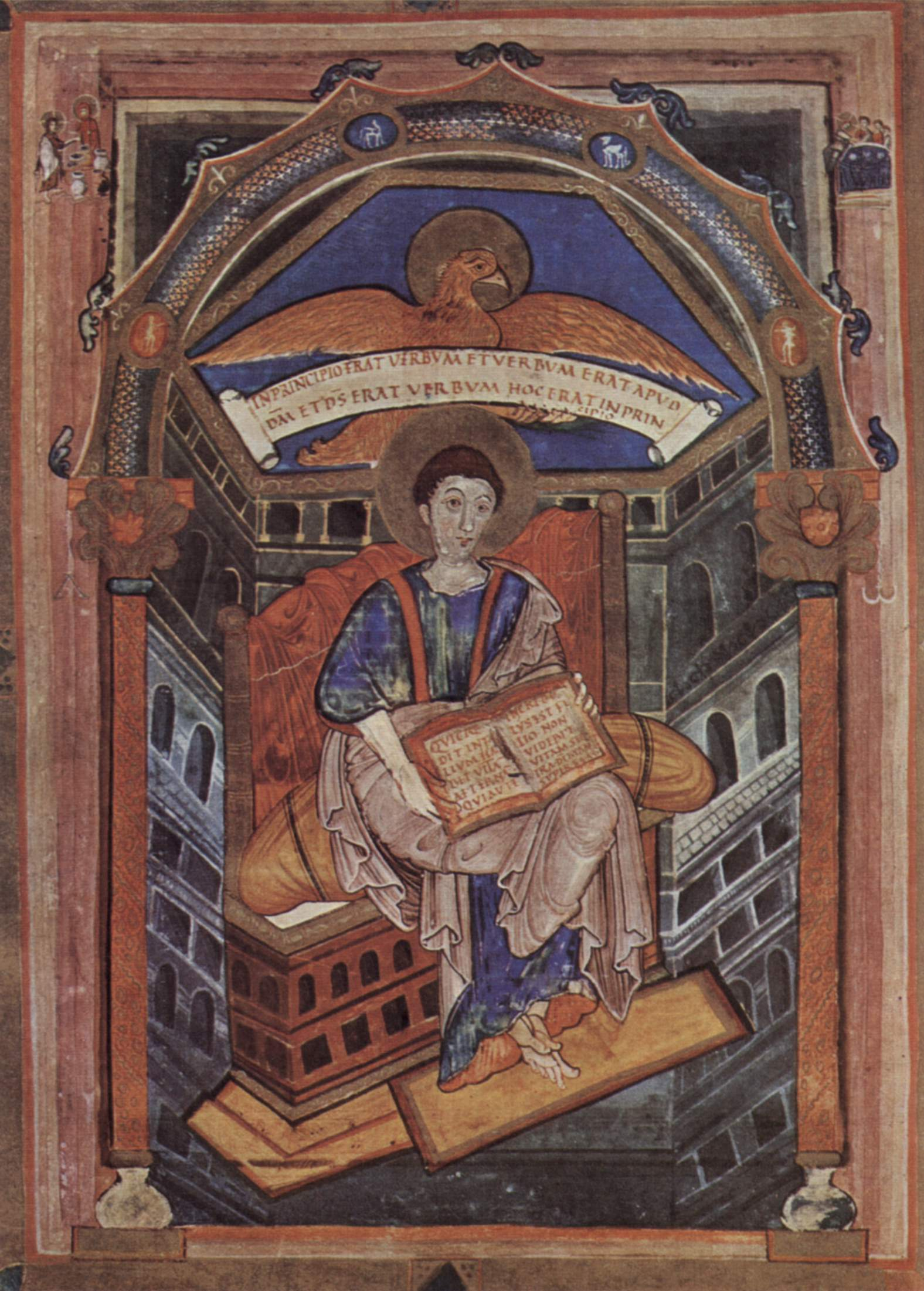
Зображення Івана Богослова з Євангелістерію Св. Медара Суассонського.

Євангелістарій Св. Медара Суассонського (Париж, Національна бібліотека Франції, MS lat. 8850) — ілюмінований манускрипт IX

## Опис
Книга містить вульґатні тексти чотирьох Євангелій, канонічні таблиці Євсевія та інші вступні тексти. Збереглося 239 фоліо; їх розмір становить 362 на 267 мм. Дванадцять сторінок з канонічними таблицями прикрашені малюнками, крім того, є шість сторінок, повністю заповнених мініатюрами та чотири декоративні сторінки. Мініатюри на всю сторінку включають і зображення «Фонтану життя», засноване на схожій ілюмінації з Євангелістарію Ґодескалька. Текст майже повністю написаний золотим унціалем.
Євангелістарій був завершений до 827 року, коли його подарували церкві Св. Медара Суассонського Людовиком I Благочестивим та його дружиною Юдит. Вважається, що манускрипт був створений школою Ади в останні роки життя Карла Великого.
Книга залишалась у Суассоні до Великої французької революції, а в 1790 році була перевезена до Парижу.